# 阿尔豹蛛
阿尔豹蛛（学名：Pardosa algoides）为狼蛛科豹蛛属的动物。分布于印度以及中国大陆的甘肃、新疆、青海等地，一般栖息于草丛及旱作农田。该物种的模式产地在甘肃。